# 亞普查尼亞尼山
15°50′29″S 68°27′36″W / 15.84139°S 68.46000°W
亞普查尼亞尼山（Yapuchañani），是玻利維亞的山峰，位於該國西部拉巴斯省的拉雷卡哈省，處於烏馬哈蘭塔山東北面、漢科烏馬山以東、維盧約漢科烏馬山東南面，屬於安第斯山脈中玻利維亞瑞阿爾山脈的一部分，海拔高度5,526米。